# NHL 1948./49.
NHL-sezona 1948./49. je bila trideset i druga sezona NHL-a. 6 momčadi odigrali su 60 utakmica. Pobjednik Stanleyjeva kupa je bila momčad Toronto Maple Leafsa, koja je u finalnoj seriji pobijedila Chicago Blackhawkse s 4:0 i uspjeli su prvi put tri puta zaredom pobijediti u finalu.
Vratar Montreala Bill Durnan nije primio nijedan gol u 309 minuta igre.

## Regularna sezona

### Ljestvice
Kratice: P = Pobjede, Po. = Porazi, N = Neriješeno, G= Golovi, PG = Primljeni Golovi, B = Bodovi
|                     | P  | Po. | N  | G   | PG  | B  |
| ------------------- | -- | --- | -- | --- | --- | -- |
| Detroit Red Wings   | 34 | 19  | 7  | 195 | 145 | 75 |
| Boston Bruins       | 29 | 23  | 8  | 178 | 163 | 66 |
| Montreal Canadiens  | 28 | 22  | 9  | 152 | 126 | 65 |
| Toronto Maple Leafs | 22 | 25  | 13 | 147 | 161 | 57 |
| Chicago Blackhawks  | 21 | 31  | 8  | 173 | 211 | 50 |
| New York Rangers    | 18 | 31  | 11 | 133 | 172 | 47 |

### Najbolji strijelci
Kratice: Ut. = Utakmice, G = Golovi,  A = Asistencije, B = Bodovi
| Igrač          | Momčad          | Ut. | G  | A  | B  |
| -------------- | --------------- | --- | -- | -- | -- |
| Roy Conacher   | Chicago         | 60  | 26 | 42 | 68 |
| Doug Bentley   | Chicago         | 58  | 23 | 43 | 66 |
| Sid Abel       | Detroit         | 60  | 28 | 26 | 54 |
| Ted Lindsay    | Detroit         | 50  | 26 | 28 | 54 |
| Jim Conacher   | Detroit/Chicago | 59  | 26 | 23 | 49 |
| Paul Ronty     | Boston          | 60  | 20 | 29 | 49 |
| Harry Watson   | Toronto         | 60  | 26 | 19 | 45 |
| Billy Reay     | Montreal        | 60  | 22 | 23 | 45 |
| Gus Bodnar     | Chicago         | 59  | 19 | 26 | 45 |
| Johnny Peirson | Boston          | 59  | 22 | 21 | 43 |

## Doigravanje za Stanleyjev kup
Sve utakmice odigrane su 1949. godine. 

### Pri krug
| Detroit Red Wings vs. Montreal Canadiens | Detroit Red Wings vs. Montreal Canadiens | Detroit Red Wings vs. Montreal Canadiens | Detroit Red Wings vs. Montreal Canadiens | Detroit Red Wings vs. Montreal Canadiens | Detroit Red Wings vs. Montreal Canadiens | Detroit Red Wings vs. Montreal Canadiens |
| Datum                                    | Gostujuća momčad                         | Gostujuća momčad                         | Domaćin                                  | Domaćin                                  | Bilješke                                 |                                          |
| ---------------------------------------- | ---------------------------------------- | ---------------------------------------- | ---------------------------------------- | ---------------------------------------- | ---------------------------------------- | ---------------------------------------- |
| 22. ožujka                               | Montreal                                 | 1                                        | 2                                        | Detroit                                  | OT                                       |                                          |
| 24. ožujka                               | Montreal                                 | 4                                        | 3                                        | Detroit                                  | OT                                       |                                          |
| 26. ožujka                               | Detroit                                  | 2                                        | 3                                        | Montreal                                 |                                          |                                          |
| 29. ožujka                               | Detroit                                  | 3                                        | 1                                        | Montreal                                 |                                          |                                          |
| 31. ožujka                               | Montreal                                 | 1                                        | 3                                        | Detroit                                  |                                          |                                          |
| 2. travnja                               | Detroit                                  | 1                                        | 3                                        | Montreal                                 |                                          |                                          |
| 5. travnja                               | Montreal                                 | 1                                        | 3                                        | Detroit                                  |                                          |                                          |
| Detroit pobjeđuje seriju s 4:3.          |                                          |                                          |                                          |                                          |                                          |                                          |

| Boston Bruins vs. Toronto Maple Leafs | Boston Bruins vs. Toronto Maple Leafs | Boston Bruins vs. Toronto Maple Leafs | Boston Bruins vs. Toronto Maple Leafs | Boston Bruins vs. Toronto Maple Leafs | Boston Bruins vs. Toronto Maple Leafs |
| Datum                                 | Gostujuća momčad                      | Gostujuća momčad                      | Domaćin                               | Domaćin                               |                                       |
| ------------------------------------- | ------------------------------------- | ------------------------------------- | ------------------------------------- | ------------------------------------- | ------------------------------------- |
| 24. ožujka                            | Toronto                               | 3                                     | 0                                     | Boston                                |                                       |
| 28. ožujka                            | Toronto                               | 3                                     | 2                                     | Boston                                |                                       |
| 26. ožujka                            | Boston                                | 5                                     | 4                                     | Toronto                               |                                       |
| 30. ožujka                            | Boston                                | 1                                     | 3                                     | Toronto                               |                                       |
| 1. travnja                            | Toronto                               | 3                                     | 2                                     | Boston                                |                                       |
| Toronto pobjeđuje seriju s 4:1.       |                                       |                                       |                                       |                                       |                                       |

°OT = Produžeci

### Finale Stanleyjev kupa
| Detroit Red Wings vs. Toronto Maple Leafs               | Detroit Red Wings vs. Toronto Maple Leafs | Detroit Red Wings vs. Toronto Maple Leafs | Detroit Red Wings vs. Toronto Maple Leafs | Detroit Red Wings vs. Toronto Maple Leafs | Detroit Red Wings vs. Toronto Maple Leafs |
| Datum                                                   | Gostujuća momčad                          | Gostujuća momčad                          | Domaćin                                   | Domaćin                                   |                                           |
| ------------------------------------------------------- | ----------------------------------------- | ----------------------------------------- | ----------------------------------------- | ----------------------------------------- | ----------------------------------------- |
| 8. travnja                                              | Toronto                                   | 3                                         | 2                                         | Detroit                                   |                                           |
| 10. travnja                                             | Toronto                                   | 3                                         | 1                                         | Detroit                                   |                                           |
| 13. travnja                                             | Detroit                                   | 1                                         | 3                                         | Toronto                                   |                                           |
| 16. travnja                                             | Detroit                                   | 1                                         | 3                                         | Toronto                                   |                                           |
| Toronto pobjeđuje seriju s 4:0 i osvaja Stanleyjev kup. |                                           |                                           |                                           |                                           |                                           |

### Najbolji strijelac doigravanja
Kratice: Ut. = Utakmice, G = Golovi, A = Asistencije, B = Bodovi
| Igrač       | Momčad  | Ut. | G | A | B  |
| ----------- | ------- | --- | - | - | -- |
| Gordie Howe | Detroit | 11  | 8 | 3 | 11 |

## Nagrade NHL-a
| Art Ross Trophy:           | Roy Conacher, Chicago Blackhawks    |
| Calder Memorial Trophy:    | Pentti Lund, New York Rangers       |
| Hart Memorial Trophy:      | Sid Abel, Detroit Red Wings         |
| Lady Byng Memorial Trophy: | Bill Quackenbush, Detroit Red Wings |
| Vezina Trophy:             | Bill Durnan, Montreal Canadiens     |
| O'Brien Cup:               | Detroit Red Wings                   |
| Prince of Wales Trophy:    | Toronto Maple Leafs                 |

### All Star momčad
| Prva momčad                         | Pozicija        | Druga momčad                      |
| ----------------------------------- | --------------- | --------------------------------- |
| Turk Broda, Toronto Maple Leafs     | vratar          | Frank Brimsek, Boston Bruins      |
| Bill Quackenbush, Detroit Red Wings | obrambeni igrač | Ken Reardon, Montreal Canadiens   |
| Jack Stewart, Detroit Red Wings     | obrambeni igrač | Neil Colville, New York Rangers   |
| Elmer Lach, Montreal Canadiens      | centar          | Buddy O'Connor, New York Rangers  |
| Maurice Richard, Montreal Canadiens | desni napadač   | Bud Poile, Chicago Black Hawks    |
| Ted Lindsay, Detroit Red Wings      | lijevi napadač  | Gaye Stewart, Chicago Black Hawks |

## Vanjske poveznice
- hockeydb.com: The Internet Hockey Database

- Hacx.de: Sve ljestvice NHL-a  Arhivirana inačica izvorne stranice od 24. siječnja 2008. (Wayback Machine)